# UEFA Fair Play ranking
Il UEFA Fair Play ranking è stato un criterio utilizzato dalla stagione 1994-1995 alla stagione 2014-2015 per assegnare tre posti al primo turno di qualificazione della UEFA Europa League (ex Coppa UEFA) della stagione successiva a quella cui la classifica si riferisce. Dalla stagione 2015-2016 questo criterio non è stato più utilizzato, e sostituito, per le federazioni vincitrici, da un premio in denaro.
I club meglio classificati nella graduatoria nazionale del Fair Play e che non si sono qualificati per nessuna Coppa organizzata dall'UEFA (dal 2009, UEFA Champions League e UEFA Europa League; precedentemente, anche Coppa Intertoto e Coppa delle Coppe) possono ottenere i tre posti garantiti dalla UEFA Fair Play ranking. Prima dell'avvento della Europa League, solo il club della federazione vincitrice della Fair Play ranking veniva ammesso automaticamente al primo turno di qualificazione della Coppa UEFA, mentre le altre due federazioni venivano sorteggiate fra quelle che avevano raggiunto una soglia minima di partite e avevano realizzato almeno 8 punti. Dalla stagione europea 2009-2010 invece, partecipa alla seconda competizione UEFA il club con miglior coefficiente nazionale Fair Play appartenente a ciascuna delle tre federazioni meglio piazzate nella graduatoria europea.
Il punteggio delle singole federazioni dipende da quello di tutte le squadre che ne fanno parte, comprende quindi tutte le squadre di tutte le competizioni, anche le nazionali. Il ranking è realizzato dal 1º giugno al 31 maggio dell'anno successivo.
Le squadre sono giudicate sulla base dei seguenti criteri:
- Cartellini gialli e rossi: se non se ne ricevono, il punteggio è 10. Per ogni giallo, si sottrae 1, per il rosso 3. Se l'espulsione deriva da due gialli, si conta come un rosso. Se un giocatore riceve un rosso diretto dopo un giallo, si contano entrambi separatamente. Il punteggio può essere ovviamente negativo.
- Gioco positivo: per esempio usare una tattica offensiva, accelerare il gioco, non perdere tempo, sforzarsi per segnare un gol in più, anche se l'obiettivo è raggiunto. Da esso si ottiene da un minimo di 1 a un massimo di 10 punti.
- Rispetto per l'avversario: per esempio restituire la palla all'avversario con una rimessa laterale: massimo 5 punti, minimo 1.
- Rispetto per l'arbitro: massimo 5, minimo 1.
- Comportamento dello staff di squadra: massimo 5, minimo 1.
- Comportamento dei tifosi della squadra: massimo 5, minimo 1 (questo criterio si ignora quando non ci sono tifosi, ad esempio per squalifica)

Il totale dei punti viene diviso per il massimo numero di punti (40 o 35) e moltiplicato per 10, in modo da risultare compreso fra 0 e 10.
| Anno      | 1°                | 2°             | 3°             | Coppa UEFA fino al 2008-2009 UEFA Europa League dal 2009-2010 |
| --------- | ----------------- | -------------- | -------------- | ------------------------------------------------------------- |
| 1994-1995 | Viking            | Leeds Utd      | Avenir Beggen  | Coppa UEFA 1995-1996                                          |
| 1995-1996 | Malmö FF          | CSKA Mosca     | Jazz           | Coppa UEFA 1996-1997                                          |
| 1996-1997 | Brann             | Aston Villa    | Örebro         | Coppa UEFA 1997-1998                                          |
| 1997-1998 | Aston Villa       | FinnPa         | Molde          | Coppa UEFA 1998-1999                                          |
| 1998-1999 | Kilmarnock        | Bodø/Glimt     | Viljandi       | Coppa UEFA 1999-2000                                          |
| 1999-2000 | IFK Norrköping    | Lierse         | Rayo Vallecano | Coppa UEFA 2000-2001                                          |
| 2000-2001 | Šachcër Salihorsk | MyPa           | Púchov         | Coppa UEFA 2001-2002                                          |
| 2001-2002 | Brann             | Ipswich Town   | Sigma Olomouc  | Coppa UEFA 2002-2003                                          |
| 2002-2003 | Manchester City   | Lens           | Esbjerg        | Coppa UEFA 2003-2004                                          |
| 2003-2004 | Öster             | Mika Erevan    | Illičivec'     | Coppa UEFA 2004-2005                                          |
| 2004-2005 | Viking            | Magonza        | Esbjerg        | Coppa UEFA 2005-2006                                          |
| 2005-2006 | Gefle             | Roeselare      | Brann          | Coppa UEFA 2006-2007                                          |
| 2006-2007 | Häcken            | MyPa           | Lillestrøm     | Coppa UEFA 2007-2008                                          |
| 2007-2008 | Manchester City   | Hertha Berlino | Nordsjælland   | Coppa UEFA 2008-2009                                          |
| 2008-2009 | Rosenborg         | Randers        | Motherwell     | UEFA Europa League 2009-2010                                  |
| 2009-2010 | Gefle             | Randers        | MyPa           | UEFA Europa League 2010-2011                                  |
| 2010-2011 | Aalesund          | Fulham         | Häcken         | UEFA Europa League 2011-2012                                  |
| 2011-2012 | Stabæk            | MyPa           | Twente         | UEFA Europa League 2012-2013                                  |
| 2012-2013 | Gefle             | Tromsø         | IFK Mariehamn  | UEFA Europa League 2013-2014                                  |
| 2013-2014 | Tromsø            | Brommapojkarna | MyPa           | UEFA Europa League 2014-2015                                  |
| 2014-2015 | Go Ahead Eagles   | West Ham Utd   | UCD            | UEFA Europa League 2015-2016                                  |